# László Makra
László Makra (Siklós, 5 de junio de 1952) es un climatólogo y catedrático húngaro. Su principal área de investigación es la climatología del polen, y más en concreto, el análisis de las relaciones climatológicas del polen de la ambrosía, así como la relación entre la concentración del polen de la ambrosía y las enfermedades respiratorias.

## Carrera profesional
Terminó sus estudios de secundaria en 1970 en Komló, y en 1971 comenzó sus estudios en la Universidad József Attila de Szeged, en la Facultad de Ciencias Naturales, centrándose en matemáticas y geografía. Se graduó en 1976 y comenzó a trabajar como lector asistente en el Departamento de Climatología de la Universidad. Desde 1966 a 2015 fue profesor asociado del mismo departamento, y desde 2015, trabaja en la Facultad de Agricultura, en el instituto de Gestión y Desarrollo Rural de la Universidad de Szeged, situado en Hódmezővásárhely. En 2016 ha obtenido la cátedra.
Defendió su tesis doctoral en 1978 y su tesis PhD en 1995 respectivamente. Más tarde, en 2004, obtuvo la habilitación en la Universidad de Debrecen. Ha dedicado varias semanas a viajes de investigación: en Indonesia (Yogyakarta, 1989), China Beijing, 1993; Guangzhou (Canton), 1995], y en la República Checa (Brno, 1996). Es miembro de la junta editorial de varias revistas científicas húngaras, editor de una revista científica internacional, miembro de la junta editorial de siete revistas científicas internacionales y también miembro del comité de la Sociedad Internacional del Polen (desde 2014 hasta la actualidad).

## Actividad
Su área principal de investigación es el aerosol de fondo y el bioaerosol, y dentro de este último, las relaciones climáticas del polen, i.e. la climatología del polen. Se trata de un área relativamente nueva en la literatura internacional y completamente nueva en Hungría. Sus actividades investigadoras sobre la climatología del polen son las siguientes: Estadísticas de polen; modelación del transporte de polen; previsión de la concentración del polen; análisis sobre la relación entre las enfermedades respiratorias y la concentración del polen; sensibilidad climática y análisis de las diferentes especies; así como la previsión de las futuras concentraciones de polen en el contexto del cambio climático.

### Resultados clave
Ha realizado expediciones de investigación de campo instrumentales con éxito en Asia Central (China, la región autónoma de Xinjiang Uygur en 1990 y 1994), Indonesia (Java, Bali, 1996) y Sudamérica (Brasil, 1998) para determinar la composición elemental del aerosol de fondo regional. Las muestras de aire recogidas por él y los datos obtenidos han sido procesados en colaboración con sus colegas, en el Instituto de Investigación Nuclear, en la Academia Húngara de las Ciencias, en Debrecen.

### Los principales resultados de las expediciones

#### Expediciones en China (1990, 1994)
(a) el contenido elevado de azufre y cloro del aerosol regional es de origen natural (sal de roca, Sal de Glauber, yeso), y es consecuencia de la intensa y amplia acumulación de sal en la Cuenca del río Tarim;
(b) los ratios elementales de Si/Fe y Cs/Fe pueden ser utilizados como marcadores para marcar el transporte de largo alcance del aerosol que viene del área de Takla Makan (véase el fenómeno del “viento amarillo” en el interior y el este de Asia, y el fenómeno “KOSA” sobre Japón, el Océano Pacífico y Norteamérica).

#### Expedición indonesia (1996)
(a) el cloro, el azufre, el cobre, el zinc y el cromo están sustancialmente enriquecidos en el aerosol atmosférico sobre Java y Bali;
(b) la mayor parte del cloro tiene un origen oceánico (la bruma oceánica);
(c) el azufre es en parte de origen antropogénico y en parte proviene de las emisiones biogénicas del océano;
(d) el cobre, el zinc y el cromo probablemente provienen de los suelos.

## Climatología del polen
László Makra ha establecido la rama de la climatología del polen en Hungría. Es un investigador internacionalmente reconocido del transporte de la materia particulada y el bioaerosol. También ha identificado las áreas de origen fundamentales del transporte de largo alcance de polen de la ambrosía que llegan a la cuenca carpatiana. Ha desarrollado un procedimiento para separar el transporte de largo alcance y el transporte regional de la materia particulada y el polen de la ambrosía respectivamente. Además, ha determinado los componentes del transporte, así como la cantidad relativa del transporte neto en la cuenca carpatiana. Con la contribución de los proveedores de datos nacionales ha creado las mayores bases de datos de Europa sobre el polen de la ambrosía, que han formado la base para los primeros estudios exhaustivos continentales sobre el polen de la ambrosía. Ha desarrollado varios modelos junto con sus colegas, para predecir la concentración diaria de polen de la ambrosía. También ha aplicado nuevos procedimientos para estudiar las enfermedades respiratorias basadas en variables meteorológicas, químicas y biológicas. En el cambio climático proyectado, ha identificado la dispersión del polen de las especies que se espera que aumenten significativamente en la cuenca carpatiana. También ha creado los mapas más exhaustivos y detallados de los parámetros cuantitativos y fenológicos de Europa, y con estos parámetros fenológicos ha producido los primeros mapas del continente.
Es coautor de más de trescientas publicaciones científicas.

## Publicaciones principales
- Enrichment of desert soil elements in Takla Makan dust aerosol (coautor, 2002)
- Meteorological variables connected with airborne ragweed pollen in Southern Hungary (coautor, 2004)
- Selections from the history of environmental pollution, with special attention to air pollution (coautor, 2004)
- The history and impacts of airborne Ambrosia (Asteraceae) pollen in Hungary (coautor, 2005)
- Airborne pollen in three European cities: Detection of atmospheric circulation pathways by applying three-dimensional clustering of backward trajectories (coautor, 2010)
- Forecasting ragweed pollen characteristics with nonparametric regression methods over the most polluted areas in Europe (coautor, 2011)
- Monitoring the long-range transport effects on urban PM10 levels using 3D clusters of backward trajectories (coautor, 2011)
- Multivariate analysis of respiratory problems and their connection with meteorological parameters and the main biological and chemical air pollutants (coautor, 2011)
- Assessment of the Daily Ragweed Pollen Concentration with Previous-Day Meteorological Variables Using Regression and Quantile Regression Analysis for Szeged, Hungary (coautor, 2011)
- Trends in the characteristics of allergenic pollen circulation in Central Europe based on the example of Szeged, Hungary (coautor, 2011)
- Association of allergic asthma emergency room visits with the main biological and chemical air pollutants (coautor, 2012)
- Climate sensitivity of allergenic taxa in Central Europe associated with new climate change – related forces (coautor, 2013)
- Characterizing and evaluating the role of different transport modes on urban PM10 levels in two European cities using 3D clusters of backward trajectories (coautor, 2013)
- Predicting daily ragweed pollen concentrations using computational intelligence techniques over two heavily polluted areas in Europe (coautor, 2014)
- Association of allergic rhinitis or asthma with pollen and chemical pollutants in Szeged, Hungary, 1999-2007 (coautor, 2014)
- Ragweed in Eastern Europe. Invasive Species and Global Climate Change (coautor, 2014)
- A new approach used to explore associations of current Ambrosia pollen levels with current and past meteorological elements (coautor, 2015)
- Anthropogenic Air Pollution in Ancient Times. History of Toxicology and Environmental Health. Toxicology in antiquity. (2015)
- The history of ragweed in the world (coautor, 2015)
- Modelling the introduction and spread of non-native species: International trade and climate change drive ragweed invasion (coautor, 2016)
- Biogeographical estimates of allergenic pollen transport over regional scales: common ragweed and Szeged, Hungary as a test case (coautor, 2016)

## Editor invitado
- International Journal of Environment and Pollution, Special Issue: „Air Pollution” (2007-2009).

## Miembro del Consejo Editorial
- Acta Climatológica et Chorologica, Universitatis Szegediensis (1995-);
- International Journal of Biometeorology (2012);
- Annals of West University of Timişoara, Series of Biology (Timişoara, Romania, 2013-);
- Journal of Climatology (2013-);
- Archives of Otolaryngology and Rhinology (2014-);
- Science, Technology and Development (2015-);
- Journal of Natural Products Research Updates (2015-);
- Advances in Modern Oncology Research (2015-).[12]

## Premios
- Beca Széchenyi István (2001)
- Placa “Pro Meteorology” (2002)